# 弗雷施泰特
弗雷施泰特（德語：Wrestedt，發音：[ˈvʁeːʃtɛt]）是德国下萨克森州于尔岑县的市镇，面积141.37平方千米，人口为人。